# Lekié Football Filles
Le Lekié Football Filles est un club féminin de football camerounais basé à Obala.

## Histoire
En 2022, le Lekié FF est promu en première division et termine à la septième place. Fin 2022, le club recrute l'internationale camerounaise Brenda Tabe en provenance de l'AS Awa pour 1,4 M de FCFA, signant le transfert le plus cher de l'histoire du championnat camerounais. 
En 2023, le Lekié FF décroche le premier titre de son histoire en remportant le championnat du Cameroun, puis réalise le doublé en remportant la Coupe du Cameroun féminine la même année.

## Palmarès
- Championnat du Cameroun (1) :
  - Champion en 2023
- Coupe du Cameroun (2) :
  - Vainqueur en 2023 et 2024